# Britt Robertson
Brittany Leanna Robertson (sinh ngày 18 tháng 4 năm 1990) là một nữ diễn viên người Mỹ. Cô bắt đầu tham gia diễn xuất từ nhỏ tại Greenville Little Theater ở South Carolina. Cô xuất hiện lần đầu trên màn ảnh với vai Sheena lúc nhỏ trong một tập của loạt phim truyền hình Sheena vào năm 2000. Cô xuất hiện trong  Power Rangers Time Force một năm sau đó và nhận đề cử Young Artist Award với diễn xuất trong The Ghost Club (2003). Robertson sau đó tiếp tục có mặt trong các phim điện ảnh Growing Pains: Return of the Seavers (2004), Keeping Up with the Steins (2006), Dan in Real Life (2007), The Tenth Circle (2008), Mother and Child (2009), Avalon High (2010), Scream 4 (2011) và The First Time (2011).
Robertson thủ vai Lux Cassidy trong series truyền hình Life Unexpected (2010–11), The Secret Circle (2011–12). Vào năm 2013, cô góp mặt trong dàn diễn viên của Under the Dome cho tới năm 2014. Cô sau đó tham gia các phim Delivery Man (2013) và Ask Me Anything (2014). Bộ phim thứ hai giúp cô giành giải Nữ diễn viên xuất sắc nhất tại Liên hoan phim Nashville. Cô cũng nhận được giải Nữ diễn viên phụ xuất sắc nhất tại Liên hoan phim Boston với phim White Rabbit (2013).
Robertson bắt đầu được chú ý vào năm 2015 nhờ các vai Sophia Danko trong The Longest Ride và Casey Newton trong Tomorrowland. Cô nhận được đề cử cho hạng mục Nữ diễn viên phim chính kịch tại Teen Choice Awards 2015 với The Longest Ride và hạng mục Nữ diễn viên phim khoa học viễn tưởng với Tomorrowland.

## Thời thơ ấu
Robertson sinh ra tại Charlotte, North Carolina. Cô là con gái của Beverly và Ryan Robertson, chủ một nhà hàng. Robertson lớn lên tại Greenville, South Carolina. Cô có sáu người em: mẹ cô và cha dượng có ba người con (2 gái, 1 trai) còn cha cô và mẹ kế cũng có ba (1 gái, 2 trai).
Năm lên 14 tuổi, Robertson chuyển tới Los Angeles để thử vai phim truyền hình cùng người bà của mình, Shuler Robertson. Robertson nói rằng họ thường đan len cùng nhau những lúc rảnh ở trường quay. Cô bắt đầu sống riêng năm 16 tuổi sau khi bà cô chuyển về North Carolina.

## Sự nghiệp
Robertson bắt đầu con đường diễn xuất với các vai diễn khác nhau trên sân khấu địa phương Greenville Little Theater. Năm 12 tuổi cô nhiều lần tới Los Angeles để thử vai cho các phim truyền hình. Cô được chọn vào một vai trong một kịch bản phim thử nghiệm, tuy nhiên không có kênh nào quyết định chọn kịch bản này. Đột phá lớn đầu tiên của cô là vai Michelle Seaver trong Growing Pains: Return of the Seavers. Cô đóng vai Cara Burns, con gái của Steve Carell, trong phim Dan in Real Life vào năm 2007. Robertson xuất hiện trong CSI: Crime Scene Investigation ở tập "Go to Hell", đồng thời là một nhân vật thường trực trong loạt phim Swingtown của CBS.
Vào năm 2008, cô vào vai chính trong phim Trixie Stone (dựa trên tiểu thuyết The Tenth Circle của Jodi Picoult) trên kênh Lifetime, cùng nhiều vai diễn khác trên truyền hình.
Năm 2009, cô đóng vai DJ trong The Alyson Stoner Project. Cô đóng vai Tina Bernardi, một thiếu niên Công giáo mang bầu trong tập "Babes" của phim Law & Order: Special Victims Unit. Năm 2010, cô tham gia series Life Unexpected với vai Lux Cassidy, một thiếu niên bị bỏ rơi từ khi sinh ra, tìm về với cha mẹ đẻ của mình. Phim lấy bối cảnh ở Portland, Oregon nhưng lại được quay ở Vancouver, British Columbia. Cuối năm 2010, cô thủ vai Allie Pennington trong phim Avalon High của Disney Channel, dựa trên tập sách cùng tên của Meg Cabot.
Robertson đóng vai Cassie Blake trong The Secret Circle vào năm 2011, tuy nhiên mùa 2 bị hủy vào năm 2012. Cũng trong năm 2012 cô góp mặt trong phim điện ảnh The First Time. Vào năm 2013, Robertson được chọn cho vai Angie trong phim Under the Dome của CBS.
Vào năm 2014, Robertson giành giải tại Liên hoan phim Boston cho phim White Rabbit. Vào năm 2015, cô đóng cặp cùng Scott Eastwood trong The Longest Ride của Nicholas Sparks, và vai chính trong Tomorrowland.
Vào năm 2016, cô thủ vai chính trong Mr. Church cùng với Eddie Murphy, và Mother's Day. Năm 2017, Robertson vào vai chính trong phim viễn tưởng The Space Between Us và phim hài A Dog's Purpose. Cùng năm đó cô đảm nhận vai chính trong series Girlboss của Netflix.

## Đời sống cá nhân
Vào ngày 25 tháng 5 năm 2022, Robertson đã thông báo rằng cô đính hôn với Paul Floyd.

## Danh sách phim
| Năm  | Phim                             | Vai                    | Ghi chú       |
| ---- | -------------------------------- | ---------------------- | ------------- |
| 2003 | The Ghost Club                   | Carrie                 |               |
| 2003 | One of Them                      | Young Elizabeth        | Hậu kỳ        |
| 2004 | The Last Summer                  | Beth                   |               |
| 2006 | Keeping Up with the Steins       | Ashley Grunwald        |               |
| 2007 | Frank                            | Anna York              |               |
| 2007 | Dan in Real Life                 | Cara Burns             |               |
| 2008 | From Within                      | Claire                 |               |
| 2009 | The Alyson Stoner Project        | DJ B-Rob               | Hậu kỳ        |
| 2009 | Mother and Child                 | Violet                 |               |
| 2010 | Cherry                           | Beth                   |               |
| 2010 | Triple Dog                       | Chapin Wright          |               |
| 2011 | Scream 4                         | Marnie Cooper          |               |
| 2011 | Video Girl                       | Video Girl             |               |
| 2011 | The Family Tree                  | Kelly Burnett          |               |
| 2012 | The First Time                   | Aubrey Miller          |               |
| 2013 | White Rabbit                     | Julie                  |               |
| 2013 | Delivery Man                     | Kristen                |               |
| 2014 | Ask Me Anything                  | Katie Kampenfelt / Amy |               |
| 2014 | Cake                             | Becky                  |               |
| 2015 | The Longest Ride                 | Sophia Danko           |               |
| 2015 | Tomorrowland                     | Casey Newton           |               |
| 2016 | Mother's Day                     | Kristin                |               |
| 2016 | Mr. Church                       | Charlotte Brooks       |               |
| 2016 | Jack Goes Home                   | Cleo                   |               |
| 2017 | A Dog's Purpose                  | Hannah                 |               |
| 2017 | The Space Between Us             | Tulsa                  |               |
| 2020 | I Still Believe                  | Melissa Henning        |               |
| 2021 | A Mouthful of Air                | Rachel Davis           |               |
| TBA  | The Re-Education of Molly Singer | Molly Singer           | Đang ghi hình |

## Truyền hình
| Năm       | Tên                                  | Vai                              | Ghi chú                     |
| --------- | ------------------------------------ | -------------------------------- | --------------------------- |
| 2000      | Sheena                               | Little Sheena                    | Tập: "Buried Secrets"       |
| 2001      | Power Rangers Time Force             | Tammy                            | Tập: "Uniquely Trip"        |
| 2004      | Tangled Up in Blue                   | Tula                             | Phim điện ảnh truyền hình   |
| 2004      | Growing Pains: Return of the Seavers | Michelle Seaver                  | Phim điện ảnh truyền hình   |
| 2005–2006 | Freddie                              | Mandy                            | Vai khách mời; 2 tập        |
| 2006      | Women of a Certain Age               | Doria                            | Phim điện ảnh truyền hình   |
| 2006      | Jesse Stone: Night Passage           | Michelle Genest                  | Phim điện ảnh truyền hình   |
| 2007      | The Winner                           | Vivica                           | Tập: Pilot                  |
| 2007      | CSI: Crime Scene Investigation       | Amy Macalino                     | Tập: "Go to Hell"           |
| 2008      | The Tenth Circle                     | Trixie Stone                     | Phim điện ảnh truyền hình   |
| 2008      | Swingtown                            | Samantha Saxton                  | Vai định kỳ; 13 tập         |
| 2008      | Law & Order: Special Victims Unit    | Christina "Tina" Divola Bernardi | Tập: "Babes"                |
| 2009      | Law & Order: Criminal Intent         | Kathy Devildis                   | Tập: "Family Values"        |
| 2009      | Three Rivers                         | Brenda Stark                     | Tập: "Good Intentions"      |
| 2010      | Avalon High                          | Allie Pennington                 | Phim điện ảnh truyền hình   |
| 2010–2011 | Life Unexpected                      | Lux Cassidy                      | Vai chính; 26 tập           |
| 2011–2012 | The Secret Circle                    | Cassie Blake                     | Vai chính; 22 tập           |
| 2013–2014 | Under the Dome                       | Angie McAlister                  | Vai chính (mùa 1–2); 15 tập |
| 2016      | Casual                               | Fallon                           | Vai định kỳ (mùa 2); 4 tập  |
| 2017      | Girlboss                             | Sophia Marlowe                   | Vai chính; 13 tập           |
| 2018      | Tangled: The Series                  | Vex                              | Vai định kỳ; 3 tập          |
| 2018–2019 | For the People                       | Sandra Bell                      | Vai chính                   |
| 2020      | Little Fires Everywhere              | Rachel                           | Tập: "The Uncanny"          |
| 2020      | Kappa Kappa Die                      | Jodi                             | CW Seed Halloween special   |
| 2021      | Big Sky                              | Cheyenne Kleinsasser             | Vai định kỳ                 |
| 2022      | The Rookie: Feds                     | Laura Stenson                    | Vai chính                   |

## Giải thưởng và đề cử
| Năm  | Giải                     | Hạng mục                                             | Tác phẩm             | Kết quả   | Nguồn  |
| ---- | ------------------------ | ---------------------------------------------------- | -------------------- | --------- | ------ |
| 2004 | Young Artist Awards      | Diễn xuất hay nhất trong phim truyền hình – Nữ chính | The Ghost Club       | Đề cử     | [ 13 ] |
| 2014 | Liên hoan phim Boston    | Nữ diễn viên phụ xuất sắc nhất                       | White Rabbit         | Đoạt giải | [ 14 ] |
| 2014 | Liên hoan phim Nashville | Best Actress                                         | Ask Me Anything      | Đoạt giải | [ 15 ] |
| 2015 | CinemaCon Award          | Star of Tomorrow                                     | N/A                  | Đoạt giải |        |
| 2015 | Teen Choice Awards       | Choice Movie Actress: Sci-Fi/Fantasy                 | Tomorrowland         | Đề cử     | [ 16 ] |
| 2015 | Teen Choice Awards       | Choice Movie Actress: Drama                          | The Longest Ride     | Đề cử     | [ 16 ] |
| 2016 | Teen Choice Awards       | Choice AnTEENcipated Movie Actress                   | The Space Between Us | Đề cử     | [ 17 ] |